# Kostel Narození Panny Marie (Pluhův Žďár)
Kostel Narození Panny Marie v Pluhově Žďáru je kulturní památka a filiální kostel římskokatolické farnosti Kardašova Řečice.

## Historie
V roce 1542 zde byl pány z Vojslavic postaven postaven kostel nad léčivou studánkou. V roce 1711 byla ke kostelu přistavena chrámová loď v barokním stylu; současně byla zvýšena kostelní věž. Do konce roku 2019 byl farním kostelem farnosti Pluhův Žďár.

## Popis
Kostel je původně renesanční. Presbytář je výjimečně orientovaný k severu; je trojboký, má hrotitá okna a  je v něm několik náhrobníků ze 16. a 18. století. Chrámová loď má plochý strop a je obdélníkového půdorysu. Kostelní věz je hranolová. Okolo kostela je hřbitov částečně obehnaný ohradní zdí.

### Zařízení kostela
Zařízení kostela je z  2. poloviny 19. století. Oltářní obrazy jsou dílem Bedřicha Kamarýta. Obraz na hlavním oltáři je namalován dle obrazu B. E. Murilla. Obraz svaté Anežky je kopií obrazu této světice od Josefa Vojtěcha Hellicha. Barokní kazatelna pochází z konce 17. století; na stříšce kazatelny je pozdně gotická socha Panny Marie s Ježíškem, která pochází z přelomu 15. a 16. století.